# Ricardo Tripoli
José Ricardo Alvarenga Tripoli (São Paulo, 17 de abril de 1952) é um advogado e político brasileiro filiado ao Partido da Social Democracia Brasileira (PSDB), atual secretário da Casa Civil da cidade de São Paulo. Pelo estado homônimo, foi deputado federal e estadual durante três e quatro mandatos, respectivamente, além de secretário do Meio Ambiente durante o governo Mário Covas. Pela capital, também foi secretário de Negócios Extraordinários sob a gestão de Mário Covas e vereador.
Formado pela Pontifícia Universidade Católica de São Paulo (1977), Ricardo Tripoli concorreu a uma vaga no Senado nas eleições de 2018, ficando em quarto lugar. É irmão dos também políticos Roberto Tripoli, Xexéu Tripoli (Reginaldo) e de Rubens Tripoli que foi comentarista da MotoGP na Band e Globo.

## Trajetória

### Vereador
Foi o terceiro vereador mais votado nas Eleições Municipais no Brasil em 1982, quatro vezes deputado estadual e três vezes deputado federal. Em 1983, foi nomeado Secretário de Negócios Extraordinários pelo então prefeito Mário Covas. De volta à Câmara, é indicado por Covas líder do Governo. Com a eleição de Jânio Quadros, vai para a oposição.

### Deputado Estadual
Em 1990, foi eleito deputado estadual pelo PSDB, partido onde atua desde a sua fundação. Reeleito em 1994, foi autor da lei do ICMS ecológico, que destina mais recursos para municípios com parques, reservas biológicas e estações ecológicas. Nesse mandato, eleito presidente da Assembleia Legislativa, procedeu sua reestruturação e trabalhou para a modernização da Casa, que conseguiu o Prêmio ISO 9002.
Reeleito deputado estadual pela segunda vez, Tripoli promoveu estudos e elaboração de propostas para regulamentação ambiental (Plano Estadual de Gerenciamento Costeiro do Litoral Norte) e também implantou o programa de educação ambiental e de preservação da Mata Atlântica (PPMA). Em 1997, foi admitido pelo presidente Fernando Henrique Cardoso à Ordem do Mérito Militar no grau de Comendador especial.
Em 1999, assumiu a Secretaria Estadual do Meio Ambiente de São Paulo, foi eleito membro do Consema (Conselho Estadual do Meio Ambiente) e recebeu o prêmio top de Ecologia pelo projeto “São Paulo Pomar, Mais Verde Mais Vida”.
Em seu quarto mandato como deputado estadual, assumiu a presidência da Comissão de Constituição e Justiça da Assembleia Legislativa. Também foi líder do PSDB na Assembleia Legislativa de São Paulo (Alesp) entre 2005 e 2006.

### Deputado Federal
Em 2007, Tripoli chegou à Câmara dos Deputados com a preferência de mais de 157 mil eleitores. No início da legislatura apresentou o projeto que institui o Código Federal de Bem-Estar Animal, que estabelece normas de controle populacional e de zoonoses, experimentação científica e criação.
Como vice-presidente da Comissão de Meio Ambiente e Desenvolvimento Sustentável e membro da Comissão de Constituição de Justiça e Cidadania, Tripoli apresentou mais de 100 proposições, entre requerimentos, emendas constitucionais, projetos de resolução, relatorias e pareceres. Além disso, solicitou audiências públicas para a discussão de temas importantes à sociedade. Ele também integra a Frente Parlamentar Ambientalista, um dos colegiados mais atuantes do Congresso Nacional, além de coordenar o Grupo de Trabalho da Fauna – que analisa todos os projetos de lei em tramitação na Câmara que tratam sobre a fauna brasileira.
No início de 2008, foi escolhido para ser o relator da proposta que consolida a Legislação Ambiental Brasileira. O relatório, na forma de substitutivo, foi apresentado e aprovado por unanimidade. O texto possui 480 artigos, unifica 33 decretos e leis, partes de outras sete normas e uma medida provisória . 
Em abril daquele ano, Tripoli assumiu a presidência da Comissão Mista Especial de Mudanças Climáticas do Congresso Nacional, destinada a acompanhar, monitorar e fiscalizar as ações referentes às mudanças climáticas no Brasil. Novamente Tripoli apresentou um relatório que registrou as atividades da comissão. O documento propõe a criação de um fundo mundial ambiental com recursos de operações de importação de produtos para financiar projetos ambientais em países subdesenvolvidos ou em desenvolvimento. Ainda no texto final, a Comissão Mista Especial – Mudanças Climáticas sugeriu ao governo a formulação da Política Nacional de Mudanças Climáticas para incentivar a adoção de práticas de consumo consciente. Uma delas é estímular o uso do transporte público, deslocamento a pé e de bicicleta, além de práticas que estimulam a economia de água e energia.
Dos projetos de lei apresentados na Câmara Federal, um se destaca pela ampla dimensão. É o PL 215/2007, que criaria o Código Federal de Bem-Estar Animal. A proposta estabelece normas para as atividades de controle populacional e de zoonoses, experimentação científica e criação. A matéria atende ao padrão mundial que reprova os maus-tratos aos animais domésticos, àqueles usados em testes científicos e de produtos cosméticos e aos criados para consumo humano. Mas ainda em 2021 não foi votado e nem arquivado.
Em 2008, Tripoli apresentou relatório favorável ao projeto que proíbe o uso de animais em circos do país e que ainda depois de mais 12 anos não tramitado. Em 2009, apresentou o Projeto de Lei 5956/09, que proíbe o abate de chinchila para fins comerciais, em todo o território nacional, que está com status de arquivada em 2019 e sem pedido do mesmo para desarquivar.
Em 2010, o parlamentar paulista apresentou na Câmara o Projeto de Lei 7710/10 que criminaliza uma série de condutas lesivas à biodiversidade e ao patrimônio genético brasileiro, relacionadas principalmente à fauna silvestre e às comunidades indígenas e tradicionais. Neste mesmo ano, Tripoli foi reeleito com 134.884 votos para exercer o seu segundo mandato consecutivo na Câmara dos Deputados.
No Estado de São Paulo, Tripoli desenvolve ações nas áreas social e ambiental, trabalhando pelos direitos da melhor idade. Uma das leis de sua autoria consolidou em São Paulo a Política Estadual do Idoso e propiciou o desenvolvimento de ações que hoje oferecem dezenas de benefícios, entre eles o Centro de Referência do Idoso.
Em 2014, presidiu a Comissão de Ciência, Tecnologia, Comunicação e Informática (CCTCI) da Câmara dos Deputados. No mesmo ano foi reeleito para exercer o seu terceiro mandato consecutivo na Câmara dos Deputados. O deputado comprovou nas urnas seu papel de destaque no cenário político paulista e obteve 233.806 votos (1,11% dos votos válidos). Dos 70 parlamentares paulistas eleitos para a 55.ª legislatura (2015-2019), Tripoli foi o oitavo mais bem votado do estado e figurou a lista dos mais votados do país.
Em 2015 elaborou a Lei Geral do Licenciamento Ambiental Brasileiro e foi designado relator da Comissão Parlamentar de Inquérito que investigou casos de maus-tratos a animas. No texto, com mais de 500 páginas, Tripoli sugere ações propositivas concretas – previstas em projetos de lei, decretos e portarias – além de solicitar o indiciamento de agressores de animais no âmbito da investigação parlamentar.
Em 2016 se inscreve como pré-candidato à Prefeitura de SP pelo PSDB com o apoio de José Aníbal e Bruno Covas. Seus concorrentes nas prévias tucanas foram o empresário João Doria Jr., com apoio do então Governador Geraldo Alckmin, e o vereador Andrea Matarazzo, que contava com aval do ex-presidente Fernando Henrique Cardoso e do Senador José Serra. Tripoli ficou em terceiro lugar. Foi eleito Líder da bancada do PSDB na Câmara dos Deputados, assumindo a função em fevereiro de 2017. Como deputado federal, votou favorável ao Processo de impeachment de Dilma Rousseff. Já durante o Governo Michel Temer, votou a favor da PEC do Teto dos Gastos Públicos. Em abril de 2017 foi favorável à Reforma Trabalhista. Em agosto de 2017 votou a favor do processo em que se pedia abertura de investigação do presidente Michel Temer.

## Livros Publicados
Em 2011, Ricardo Tripoli publicou o livro ‘A ousadia que deu certo’, no qual relata o período em que esteve na presidência da Assembleia Legislativa de São Paulo, de 1995 a 1996. Com prefácio do presidente de honra do PSDB, Fernando Henrique Cardoso, o livro foi publicado pela Editora Aquariana.
Em 2013, quando atuava como Coordenador de Fauna da Frente Parlamentar Ambientalista do Congresso Nacional, Ricardo Tripoli criou o Manual Jurídico de Proteção Animal.